# Piotr Brodecki
Piotr Brodecki herbu Jastrzębiec – podsędek zatorski w latach 1667–1686, podstarosta i sędzia grodzki oświęcimski w 1663 roku.
W 1666 roku był deputatem ziemi oświęcimskiej na Trybunał Główny Koronny w Lublinie. W 1667 roku był sędzią kapturowym księstw oświęcimskiego i zatorskiego.